# Flocon de Neige (rose)
'Flocon de Neige' est un cultivar de rosier obtenu en 1898 par le rosiériste français Léonard Lille.

## Description
Ce rosier polyantha nain forme un petit arbuste de 20 cm à 40 cm, voire 50 cm maximum de hauteur et de 30 cm à 38 cm d'envergure, au feuillage vert moyen. Ses fleurs pleines et doubles (17-25 pétales), d'un blanc très pur, sont petites et fleurissent en bouquets très florifères. La floraison est remontante. Ce rosier est toujours apprécié pour la délicatesse de ses fleurs et il est encore commercialisé. Il doit être taillé à l'abord du printemps car ses fleurs apparaissent sur les nouvelles branches.
Sa zone de rusticité est de 7b à 9b : il a donc besoin d'être protégé par hiver rigoureux.